# Frankfurter Homosexuellenprozesse
Die Frankfurter Homosexuellenprozesse waren eine Reihe von Strafprozessen in den Jahren 1950/1951, in denen eine Verfolgungswelle gegen homosexuelle Männer ihren Höhepunkt in Frankfurt am Main fand. Sie markierten das Ende einer nach dem Ende des Zweiten Weltkriegs geübten Zurückhaltung der Justiz in der Verfolgung solcher Delikte.

## Ausgangslage

### Homosexuellenszene in Frankfurt

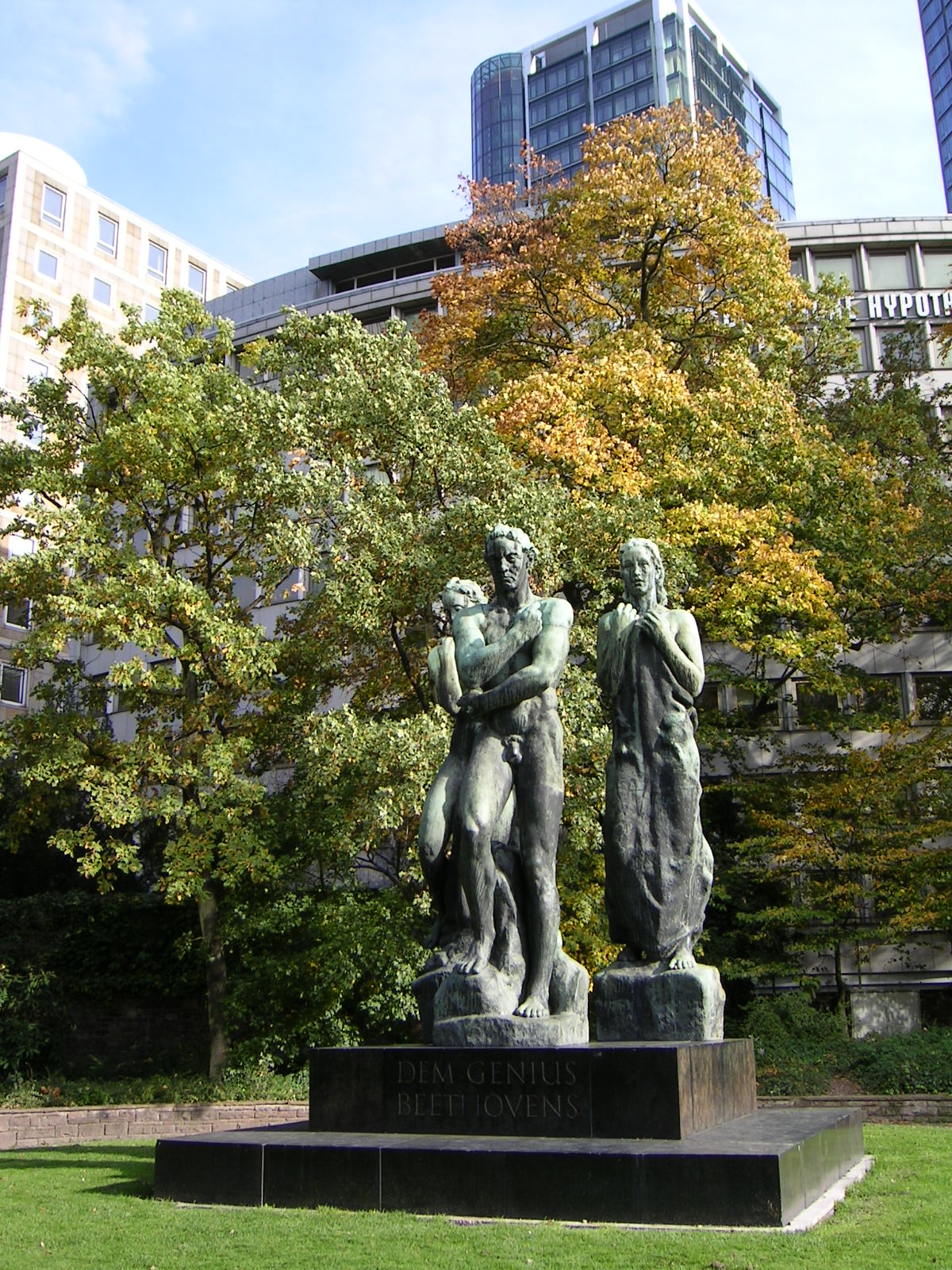
Das 1948 vollendete Beethoven-Denkmal basierend auf einem Entwurf von Georg Kolbe in der Taunusanlage

Mit der Machtergreifung der Nationalsozialisten insbesondere nach dem Röhmputsch setzte eine massive Verfolgung von Männern nach § 175, 175a ein, die dazu führte, dass eine sichtbare Homosexuellenzene in Frankfurt vollständig verschwand. Nach dem Ende des Zweiten Weltkriegs entstand sie neu. Bekannte Treffpunkte waren das mondäne Kleist-Kasino in der Freßgass 6 und der Felsenkeller im Luginsland 1. Der Felsenkeller verfügte über eine Lizenz, die erlaubte, dass Männer dort miteinander tanzen durften. Im Felsenkeller hatte auch der erste Verein von Homosexuellen, der „Verein für humanitäre Lebensgestaltung“ (VhL), seinen Sitz. In der Taunusanlage entstand ein Schwulen-Strich, wo 80 bis 100 Strichjungen ihre Dienste anboten. Aufgrund der geltenden Gesetze waren diese Aktivitäten Straftaten. Die Polizei, die diese Treffpunkte und die Szene kannte, duldete das zunächst jedoch weitgehend. Dies führte in der Szene zu der Annahme, dass die einschlägigen Strafbestimmungen nicht mehr zur Anwendung gelangten.

### Frankfurt am Main als Homophilenhochburg
Das Frankfurt am Main der 1950er-Jahre kann neben Hamburg als Hochburg der Homophilenbewegung gesehen werden. So bemühte sich Hans Giese, der im April 1949 das Institut für Sexualforschung gegründet hatte, dort im Oktober 1949 um eine Neugründung des  Wissenschaftlich-humanitären Komitees (WhK). Der Vereinsaktivist  Hermann Weber wurde dessen erster Präsident. Der im selben Jahr von Heinz Meininger gegründete Verein für humanitäre Lebensgestaltung (VhL) trat dem WhK geschlossen bei. 
Im November 1952 richtete der VhL ein Memorandum an das Bundesjustizministerium sowie den  Deutschen Bundestag, in dem eine Reform des § 175 StGB gefordert wurde. Zudem organisierte der Verein im selben Jahr in Frankfurt am Main in Kooperation mit niederländischen Aktivisten den 2. Kongress des International Committee for Sexual Equality (ICSE).

### Juristische Situation
Die in den 1950er Jahren geltende Fassung des § 175 StGB stammte von 1935. Damals verschärften die Nationalsozialisten den § 175 StGB, indem der Straftatbestand auf sämtliche „unzüchtigen“ Handlungen ausgeweitet wurde, was sich im Extremfall auch auf einen Blickkontakt zwischen Männern ausdehnen ließ. In Kraft war auch noch der ebenfalls 1935 neu eingefügte § 175a StGB, der für „erschwerte Fälle“ eine Zuchthausstrafe von bis zu 10 Jahren androhte.
Nach dem Krieg hatte der Alliierte Kontrollrat eine Reihe von Gesetzen und Gesetzesänderungen aus der Zeit des Nationalsozialismus außer Kraft gesetzt. Die Regelungen des § 175 und 175a blieben aber in Kraft und wurden 1949 in das bundesdeutsche Strafgesetzbuch übernommen. In einer Generalklausel hatte der Kontrollrat verfügt, dass alle strafrechtlichen Verschärfungen, die die Nationalsozialisten vorgenommen hatten, im Einzelfall darauf zu prüfen seien, ob sie mit rechtsstaatlichen Prinzipien übereinstimmten. Dies galt auch für den § 175a StGB.

## Ermittlungen

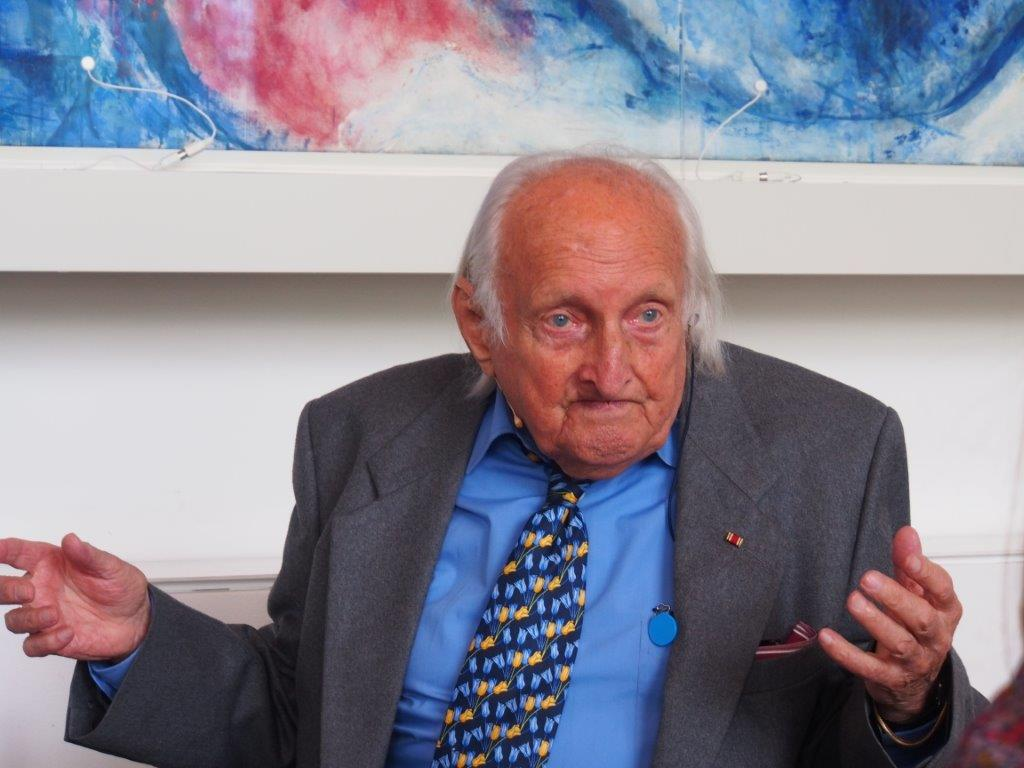
Wolfgang Lauinger während einer Veranstaltung im Chagallsaal der Oper Frankfurt, Mai 2015, Lauinger war der letzte bekannte Zeitzeuge, der im Rahmen der Prozessserie verfolgt wurde.

Ausgelöst wurde die Verfolgungswelle in Frankfurt durch den minderjährigen Stricher Otto Blankenstein, der am 16. Juli 1950 in Frankfurt wegen „gewerbsmäßiger gleichgeschlechtlicher Prostitution“ verhaftet und gegen den die Ermittlungssache 1218 eröffnet wurde, mit Staatsanwalt Fritz Thiede als Ankläger. Blankenstein gab bei seinen Vernehmungen 70 Freier an, mit denen er 200 sexuelle Kontakte gehabt haben wollte. Er unterstützte die Ermittlungen in jeder Hinsicht und ging in seiner Rolle als Kronzeuge auf, die nach damaligem deutschem Strafprozessrecht noch unzulässig war. Er wurde nicht ins Untersuchungsgefängnis eingeliefert, sondern in einen Sondergewahrsam genommen. Entweder verblieb er im Polizeigefängnis oder wurde im Strafgefängnis Frankfurt-Preungesheim inhaftiert. Auch die Vorführung vor dem Haftrichter unterblieb. Zeitweise wurde er täglich vernommen. Staatsanwalt Thiede verlegte dazu zeitweise sein Büro in das damalige Polizeipräsidium. Die Staatsanwaltschaft begründete ihren erheblichen Ermittlungsaufwand gegenüber der bürgerlichen Öffentlichkeit mit Jugendschutz und später mit Erpressung. Letzteres war sehr wahrscheinlich ein Vorwand, denn als Verhaftungsgrund wird es nie genannt.
Die von Blankenstein benannten Männer wurden vorgeladen, erkennungsdienstlich behandelt, auch fotografiert. Die Fotos wurden anderen Strichjungen vorgelegt. Daraus ergaben sich 173 Ermittlungen gegen 214 Personen, von denen etwa 50 verhaftet wurden, zahlreiche davon minderjährig. Daraus ergaben sich 42 Anklagen. Über die mit den Aussagen von Blankenstein veranlassten Ermittlungen traten weitere hinzu, so dass der Staatsanwalt schließlich wegen Verstößen gegen § 175 StGB insgesamt gegen 280 Personen 240 Ermittlungen führte, 100 Personen verhaften ließ und bis zum Jahresende 75 Anklagen erhob. Diese von Dieter Schiefelbein rekonstruierten Zahlen zieht auch die jüngere Forschung nicht in Zweifel.

## Die Strafprozesse

### Die Prozesse im Herbst 1950
Der erste Prozess wurde am 23. Oktober 1950 eröffnet. Am 1. Oktober 1950 war eine neue, am 12. September 1950 im Bundesgesetzblatt veröffentlichte Fassung des Gerichtsverfassungsgesetzes in Kraft getreten. Das Gerichtsverfassungsgesetz gibt auch den Rahmen dafür vor, welcher Richter für einen Prozess zuständig ist.
Richter Dr. Kurt Ronimi (* 16. November 1909 in Hanau; † 1. Februar 1958), während des „Dritten Reichs“ als in Fällen des § 175 StGB hart durchgreifender Staatsanwalt bekannt, berief sich aber auf die zuvor geltende Fassung des Gesetzes aus dem Jahr 1937 und zog alle Prozesse dieser Serie an die von ihm geleitete Kammer des Amtsgerichts Frankfurt am Main (es handelte sich um ein Schöffengericht). Nach der seit dem 1. Oktober 1950 geltenden Rechtslage war das aber nicht mehr statthaft und die Verfahren hätten gemäß dem Geschäftsverteilungsplan auf verschiedene Kammern verteilt werden müssen. Damit wurde gegen den Grundsatz des „gesetzlichen Richters“ nach Art. 101 Abs. 1 Satz 2 Grundgesetz verstoßen. Dieses Argument griff auch die zeitgenössische Presseberichterstattung auf, nicht aber die Justiz. Die auf eine am 12. September 1950 ergangene Verfügung des Frankfurter Amtsgerichtspräsidenten Karl Maas zurückzuführende „Einrichtung der ‚Sonderkammer‘“ sieht Speier als „eine pragmatische Installation“ an, „die dem anfallenden Arbeitsvolumen gerecht werden sollte.“ Dadurch sei jedoch auch der „Katalysator einer Urteilsmaschinerie“ geschaffen worden.

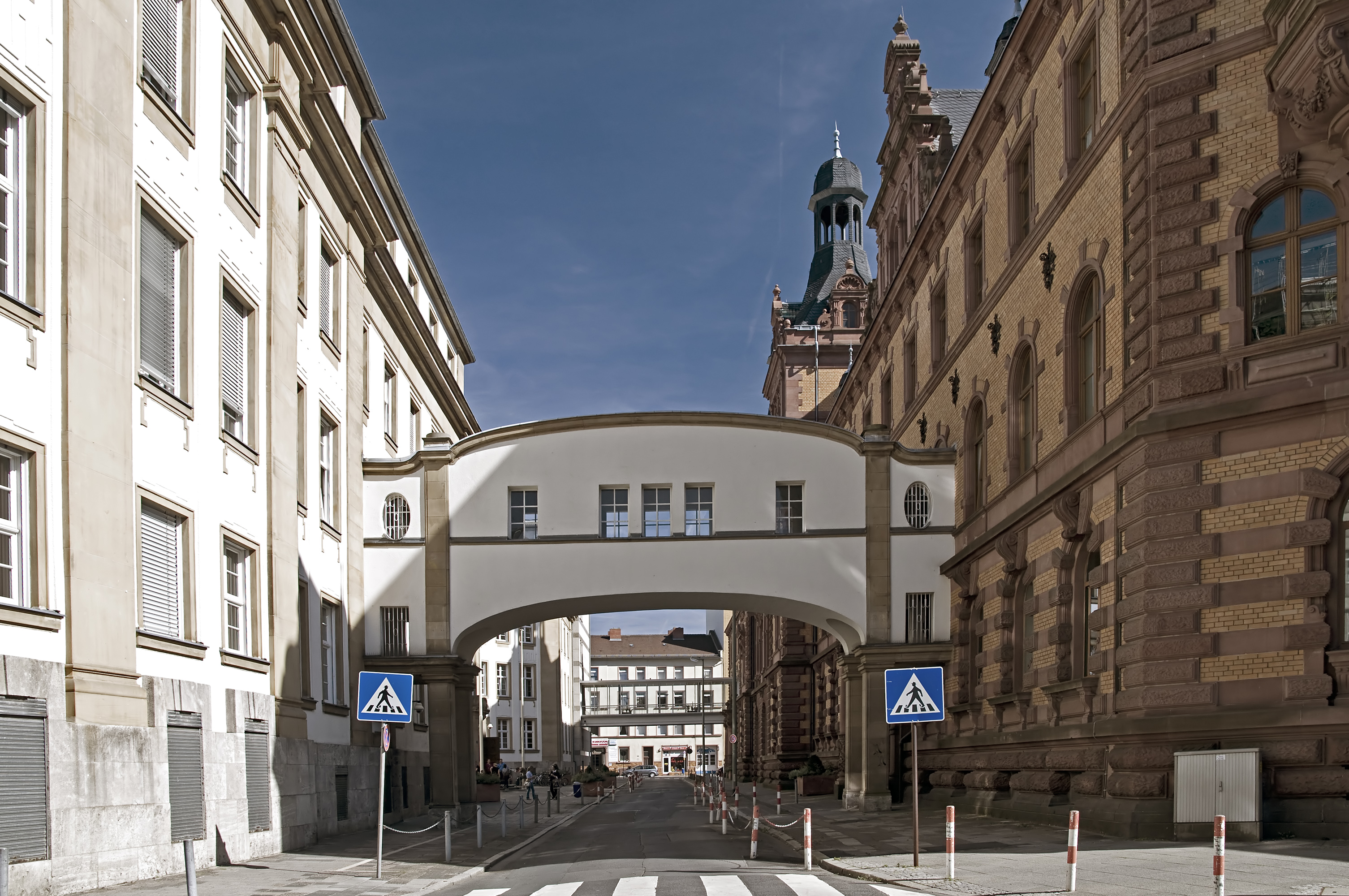
Die Gerichtsstraße in Frankfurt am Main mit dem Amts- und dem Landgericht

Die lokale Presse, insbesondere die Frankfurter Neue Presse und die Frankfurter Rundschau, berichteten umfangreich über die Prozesse, zunächst wohlwollend gegenüber den Strafverfolgungsbehörden. Dies traf auch die Meinung der Leserschaft. Eine veröffentlichte Leserbefragung ergab breite Zustimmung zu § 175 StGB und den Verurteilungen. Die Prozesse endeten aufgrund der klaren Beweislage in fast allen Fällen mit Schuldsprüchen.

### Veränderte öffentliche Diskussion
Mit der zunehmenden Zahl der Prozesse kippte die öffentliche Meinung. Es wurde deutlich, dass Blankenstein faktisch als Kronzeuge wirkte. Kronzeugen waren nach gültiger Rechtslage nicht zulässig und die Öffentlichkeit reagierte auf diese Manipulation kritisch. Auch die Persönlichkeit Blankensteins und damit dessen Glaubwürdigkeit als Zeuge wurden zunehmend diskutiert. Aufgrund dieser Diskussionen kam es zu ersten Berufungsverfahren. In einem Fall gelang es der Verteidigung, im Verfahren vor dem OLG Frankfurt die Erstellung eines psychologischen Gutachtens über Blankenstein durchzusetzen. Daraufhin verweigerte Blankenstein die Aussage und der Prozess endete mit einem Freispruch.
Die Prozesse erregten nun auch bundesweites Aufsehen. Die Presse, insbesondere Der Spiegel und die Frankfurter Rundschau, äußerte sich skeptisch über den Zweck und den Sinn der Aktion. Roger Nash Baldwin, einer der Mitbegründer der American Civil Liberties Union, gab seinem Erstaunen darüber Ausdruck, dass „derartige Verfahren um unbescholtene, erwachsene Personen im 20. Jahrhundert noch möglich sind“, auch direkt an das Bundesministerium des Innern, das aber seine Zuständigkeit bestritt.
Eine entscheidende Wende für die Prozessserie führte der Jurist Erich Schmidt-Leichner herbei. Als Strafverteidiger eines wegen gleichgeschlechtlicher Prostitution mit Minderjährigen angeklagten wohnungslosen Mannes verfolgte er in dessen Hauptverhandlung am 8. November 1950 eine findige Strategie: Er zweifelte die Rechtmäßigkeit der Verfügung des Frankfurter Amtsgerichtspräsidenten an, nach der alleine der Richter Kurt Ronimi mit den zu diesem Zeitpunkt 150 Gerichtsverhandlungen nach §§ 175, 175a StGB betraut war, worauf die Verhandlung gegen seinen Mandanten vertagt wurde. Daraufhin lancierte Schmidt-Leichner diesen an die Frankfurter Justiz gerichteten Vorwurf gemeinsam mit dem Gerichtsreporter Rudolf Eims in die Presse. Vermutlich kannten sich die beiden Männer von Zusammenkünften des homophilen Vereins für humanitäre Lebensgestaltung (VhL) im Frankfurter Lokal Felsenkeller, dessen Erster Vorsitzender der Homosexuellen-Aktivist Heinz Meininger war und dessen Ehrenvorsitz  Hermann Weber innehatte. Als Oberstaatsanwalt Hans-Krafft Kosterlitz Ende Dezember 1950 eine anonyme Morddrohung zugestellt erhielt, verdächtigte die Staatsanwaltschaft Schmidt-Leichner, da diese den Strafverteidiger offenbar den Kreisen der Homophilenbewegung zurechnete, den Drohbrief verfasst zu haben. Die Ermittlungen wurden allerdings letztlich wegen Mangels an Beweisen eingestellt. Die drastische Wortwahl des Drohbriefs, dessen Verfasser womöglich „mit dem Kreis der juristisch und öffentlichkeitswirksam kämpfenden Rechtsanwälte und Journalisten in Verbindung stand“, verdeutlicht, „wie repressiv der in der Mainmetropole ausgeübte Ermittlungsdruck von den Betroffenen wahrgenommen wurde.“ Manifest werde hier laut Speier die „verzweifelt-aggressive[…] Radikalität und Verbitterung“ der von den Verfolgungen Betroffenen:

„Ich mache im übrigen in aller Form darauf aufmerksam, dass sich in den Kreisen der durch Kosterlitz Verfolgten und deren Familien eine Verbindung zusammengefunden hat mit dem Ziele, diesen Mann, falls die seit Monaten dauernden Menschenverfolgungen nicht abgestellt werden, zu beseitigen. Das ist kein Akt billiger Rache, sondern eine Aktion der Notwehr von Leuten, die durch K[osterlitz] in einen Grad der Verzweiflung getrieben wurden, der sie vor den Folgen einer solchen Tat nicht zurückschrecken lässt. Die Beseitigung eines Sadisten, der nicht weniger als 6 Menschenleben auf dem Gewissen hat, ist kein Mord, sondern eine Notwendigkeit und eine Verpflichtung denen gegenüber, die er weiter bedroht. Tolle Hunde lässt man nicht herumlaufen – man schlägt sie tot! Vielleicht wird durch einen solchen Akt der Notwehr die Bonner Bürokratie endlich veranlasst darüber nachzudenken, ob man einem Staatsanwalt gestatten darf, 6 Jahre nach Hitlerʻs [sic!] Untergang auf Grund nationalsozialistischer Strafbestimmungen private Menschenjagden durchzuführen, die nur in den Judenverfolgungen der vergangenen Epoche eine Parallele finden.“

Der an Kosterlitz gerichtete Drohbrief wurde zusätzlich an den Bundespräsidenten Theodor Heuss verschickt sowie auch der Frankfurter Rundschau und der Frankfurter Neuen Presse zugespielt. Obgleich etwa die Frankfurter Neue Presse das Vorgehen des anonymen Drohbriefschreibers als inakzeptabel kategorisierte, gab sie den Inhalt des Briefes breit wieder und warb dafür, den verfolgten Homosexuellen mit Anteilnahme zu begegnen und ein Verständnis für deren Ohnmacht vor den Frankfurter Gerichtsstellen zu entwickeln. Somit scheint der Rechtfertigungsdruck, unter dem die Staatsanwaltschaft und das Gericht gegenüber Politik und Öffentlichkeit standen, zum Jahreswechsel 1950/51 stetig angestiegen zu sein.
In dieselbe Kerbe schlägt auch die Tatsache, dass im Prozess gegen den für einen Großteil der Anklagen relevanten „Kronzeugen“ Otto Blankenstein zwei Gutachten erstellt wurden, deren Kernaussagen die Presse wiedergab, was die Staatsanwaltschaft blamierte. Das erste stammt von Ferdinand Wiethold und „charakterisiert Blankenstein durchweg als perversen, amoralischen Lügner“. Das zweite Gutachten stammt von Robert Ritter, dem ehemaligen Leiter der Rassenhygienischen Forschungsstelle, und schätzt ihn ebenfalls als unglaubwürdig ein. Nach Speier fußt dieses Gutachten auf rassentheoretischen Vorstellungen, zumal es sich „nicht zuletzt an physiognomischen Merkmalen“ abarbeite. So heißt es in Ritters Gutachten etwa: „Sein rundes, hübsches Gesicht könnte bei flüchtiger Betrachtung hübsch erscheinen, aber die Züge sind ungeformt und in einzelnen Merkmalen derb.“
Ronimi wurde zum Jahreswechsel 1950/51 an das Landgericht Hanau „hinwegbefördert“. Laut Velke und Speier besteht allerdings kein Zusammenhang zwischen der Prozessführung Ronimis und dessen Versetzung, da der Richter schon lange vor der Schaffung der für die Prozessserie grundlegenden „Sonderkammer“ eine Beförderung beantragt hatte. In Hanau verurteilte Ronimi alsbald weiter nach § 175 StGB. Sein Nachfolger in Frankfurt, Dr. Brückner, verwendete einige Arbeit darauf, die von Ronimi konstruierte Sonderzuständigkeit der Kammer wieder aufzulösen, und veranlasste Staatsanwalt Dr. Thiede, 60 Ermittlungen an Kollegen abzutreten und 60 weitere einzustellen – eine sehr hohe Zahl, die „Thiedes Eifer noch finsterer erscheinen“ ließ.  Gegen Ende Januar 1951 gab Generalstaatsanwalt Georg Heymann nach einer Besprechung mit Ministerialrat Schäfer dem Oberstaatsanwalt Hans-Krafft Kosterlitz die Weisung, „die noch anhängigen Verfahren mit möglichster Beschleunigung zum Abschluss zu bringen.“ In Frankfurt kam damit die Verfolgungswelle zu einem Ende.

### Prozess gegen Blankenstein
Der Prozess gegen Blankenstein fand am 15. Februar 1951 statt. Staatsanwaltschaft und Gericht bemühten sich nach Kräften, den Beweis anzutreten, dass eine – rechtswidrige – Kronzeugenabrede nicht getroffen worden war. Da Ronimi ganz und Thiede weitgehend aus dem Geschehen ausgeschieden waren, schützten deren eventuell mit Blankenstein getroffenen Absprachen diesen nicht mehr. Das Strafverfahren wurde öffentlich verhandelt – auch die Presse war anwesend –, was bei Verfahren nach dem Jugendgerichtsgesetz sehr ungewöhnlich ist. Blankenstein wurde zu zweieinhalb Jahren Jugendstrafe verurteilt, was recht hoch war. Von sieben Monaten Untersuchungshaft wurden ihm nur vier angerechnet.

## Folgen und Reaktionen
Die Frankfurter Homosexuellenprozesse in der Adenauer-Ära beendeten die seit dem Ende des Zweiten Weltkriegs geübte Zurückhaltung der Justiz in der Verfolgung solcher Delikte.
Dieter Schiefelbein, der seine Forschungen auch auf Zeitzeugenberichten fußen lässt, betont, der „erneute Zugriff“ sei „für die Homosexuellen ein Schock, der von Furcht, Entsetzen und Panik begleitet war“, gewesen.
Insgesamt sechs Verfolgte begingen Suizid: Ein 19-Jähriger sprang vom Goetheturm, ein Zahntechniker und sein Freund vergifteten sich mit Leuchtgas. Andere flohen ins Ausland. Viele Beschuldigte wurden ins berufliche und gesellschaftliche Aus gestoßen. Die aktuelle Forschung geht allerdings von nur zwei nachweisbaren Suiziden im Zusammenhang mit den Prozessen aus.

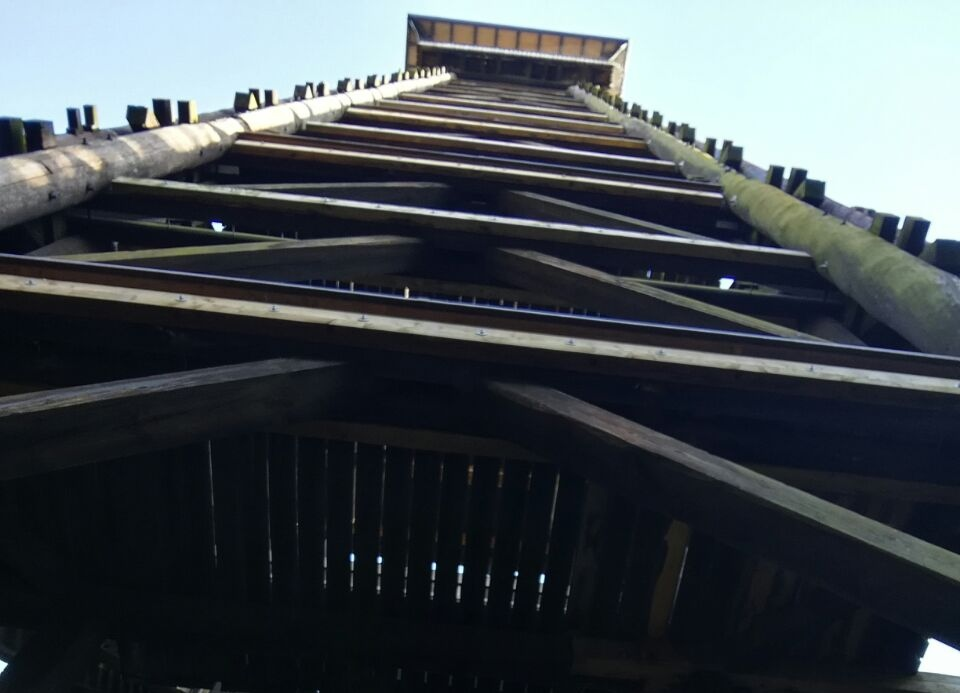
Erster Goetheturm – erbaut 1931 (Aufnahme 2017), Blick außen senkrecht nach oben

Der Psychiater Reinhard Redhardt untersuchte einen Teil der in die Prozesse verwickelten Homosexuellen und fertigte darüber eine Studie an. Diese wird von einem Anhang begleitet, der individuelle biografische Skizzen zu einem Teil der Untersuchten enthält.
Die Prozesse waren Anlass für das Theaterstück „Das Recht auf sich selbst“ von Rolf Italiaander, das am 2. April 1952 in den Kammerspielen Hamburg uraufgeführt wurde – das erste Mal, dass nach dem Zweiten Weltkrieg Homosexualität auf einer deutschen Bühne thematisiert wurde.
In Reaktion auf die Prozessserie richtete das niederländische International Committee for Sexual Equality (ICSE) vom 29. August bis zum 2. September 1952 seinen zweiten internationalen Kongress „für Sittengesetze und sexuelle Gleichberechtigung“ in Frankfurt aus. Der Kongress wurde unter der Teilnahme von Medizinern, Juristen, Pädagogen und Soziologen aus acht europäischen Ländern an der Frankfurter Universität abgehalten. Maßgebliche Kräfte, die dafür sorgten, dass der Kongress in der Stadt stattfinden konnte, waren die beiden Vereinsaktivisten Hermann Weber und Heinz Meininger, die sich vor Ort im Verein für humanitäre Lebensgestaltung (VhL) engagierten. Der Kongress forderte die Abschaffung sowohl des Paragraphen 175 StGB in der Bundesrepublik Deutschland als auch vergleichbarer Strafgesetze in anderen europäischen Staaten.
In der Nähe der Frankfurter Gerichtsgebäude erinnert seit 1994 der Frankfurter Engel an die verfolgten Schwulen.

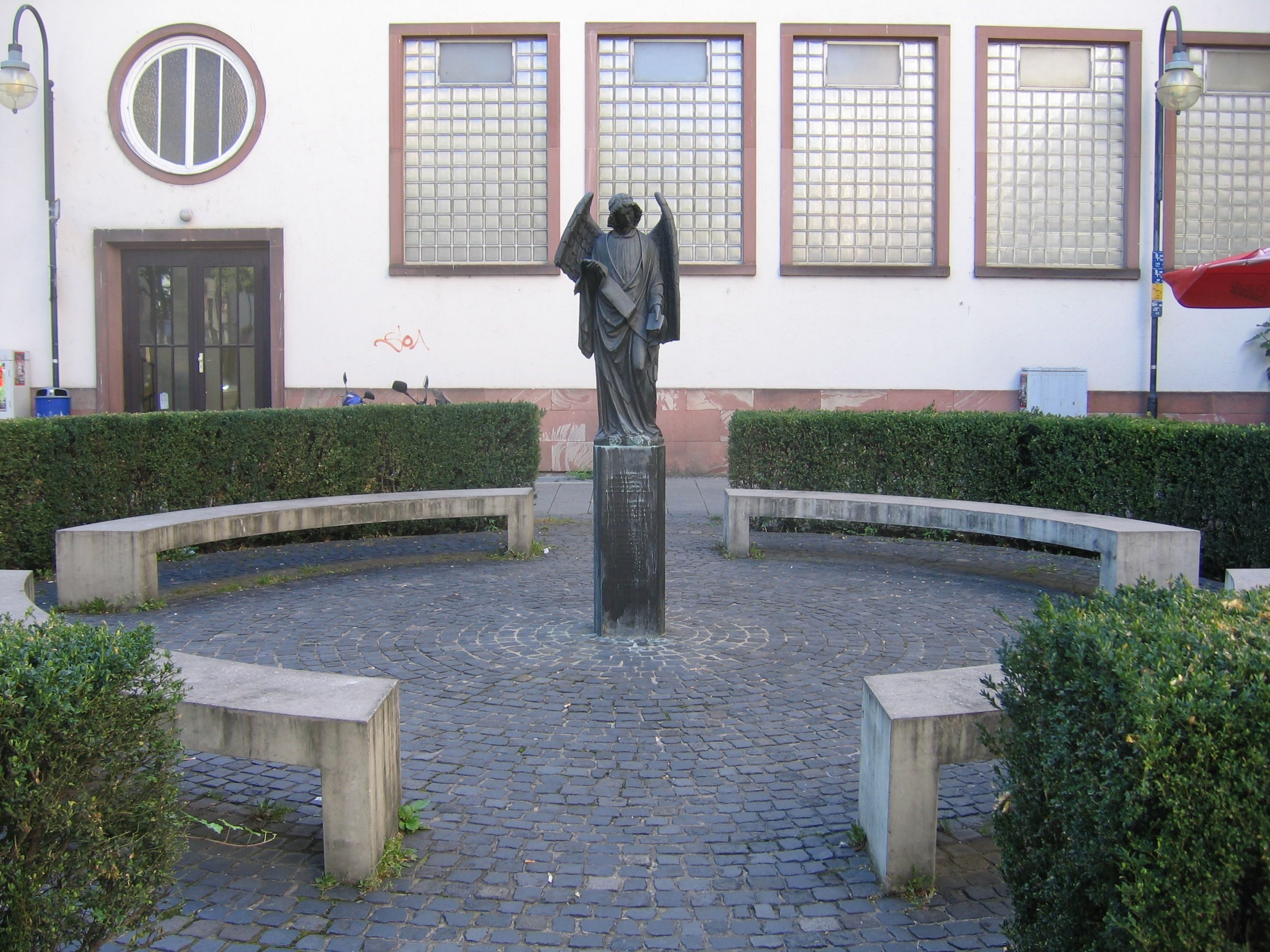
Gedenkstätte für die verfolgten Homosexuellen in Frankfurt am Main

### Literarische Verarbeitung
- H. T. Riethausen: Judasengel. Frankfurt 2016. ISBN 978-3-944485-12-6

## Dokufilm
Im Jahr 2020 erschien das Dokudrama Das Ende des Schweigens von Van-Tien Hoang.

## Podcast
- Joachim Telgenbüscher und Nils Minkmar: Frankfurter Homosexuellenprozesse. Der §175 und seine Opfer. In: Wondery. Was bisher geschah - Geschichtspodcast, 15. Oktober 2024, Folge 32.